# Katsumi Yanagishima

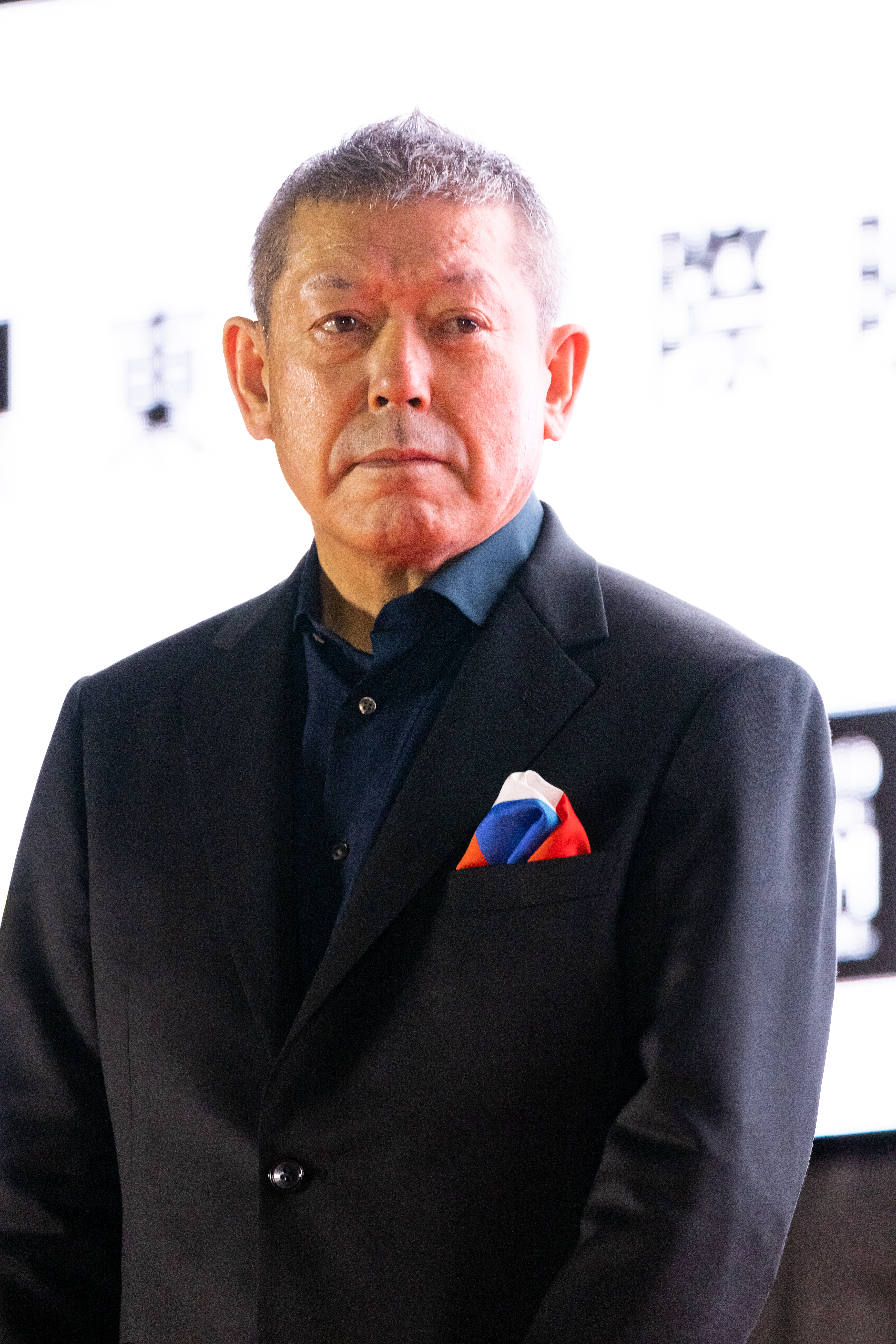
Katsumi Yanagishima

Katsumi Yanagishima (jap. 柳島克己 Yanagishima Katsumi; * 13. August 1950 in Gifu, Japan) ist ein japanischer Kameramann.
Er schloss 1971 sein Fotografie-Studium an der Tōkyō Kōgei Daigaku ab. Seine erste Kameraarbeit hatte er bei dem Film Sailor fuku to kikanjū des Regisseurs Haruki Kadokawa aus dem Jahr 1982. Nachdem er bei Tōru Murakawas Mottomo abunai Keiji und Izō Hashimotos CF Girl mitgearbeitet hatte, begann er 1990 mit Takeshi Kitano zusammenzuarbeiten und fungierte seitdem als Kameramann bei allen Regiearbeiten Kitanos, außer bei Hana-Bi, bei dem ihn Hideo Yamamoto ersetzte. Für Kitanos Drama Kids Return wurde er auf dem Yokohama Film Festival 1997 als Bester Kameramann ausgezeichnet.
Für Isao Yukisadas Romantikdrama Go gewann Yanagishima 2002 den Japanese Academy Award in der Kategorie Beste Kamera. In derselben Kategorie war er im folgenden Jahr für Kitanos Dolls nominiert. 2004 wurde er mit demselben Preis für Zatoichi – Der blinde Samurai ausgezeichnet. Mit letzterem Film war er auch im Wettbewerb des polnischen Kamera-Filmfestivals Camerimage vertreten, musste sich aber Dick Pope geschlagen geben, der für Vera Drake ausgezeichnet wurde.

## Filmografie (Auswahl)
- 1982: Sailorfuku to Kikanjū
- 1989: Mottomo Abunai Keiji
- 1989: CF Girl
- 1990: Boiling Point (3-4x Jūgatsu)
- 1991: Jingi
- 1991: Das Meer war ruhig (Ano Natsu, Ichiban Shizuka na Umi.)
- 1993: Sora ga Konna ni Aoi Wake ga nai
- 1993: Sonatine
- 1994: Getting Any? (Minnā-yatteruka!)
- 1995: Karasu
- 1996: Kids Return
- 1999: Kikujiros Sommer (Kikujiro no Natsu)
- 2000: Brother
- 2000: Battle Royale (Batoru Rowaiaru)
- 2001: Hashire! Ichiro
- 2001: Go
- 2002: Dolls
- 2003: Zatoichi – Der blinde Samurai (Zatōichi)
- 2003: Battle Royale 2 (Batoru rowaiaru II: Chinkonka)
- 2003: Makai Tenshō
- 2005: Ashura-jō no Hitomi
- 2005: Takeshis’
- 2005: Tobi ga Kururi to
- 2006: Der Fluch – The Grudge 2 (The Grudge 2)
- 2007: Mōryō no Hako
- 2008: Kamisama no Pazuru
- 2008: Achilles und die Schildkröte
- 2009: Kaiji: Jinsei Gyakuten Game